# Albert Florath
Albert Florath, född 14 december 1888 i Bielefeld, Kejsardömet Tyskland, död 10 mars 1957 i Gaildorf, Baden-Württemberg, Västtyskland, var en tysk skådespelare. Han medverkade åren 1921–1957 i över 190 filmer.

## Filmografi, urval
- 1931 – Berlin-Alexanderplatz
- 1931 – Köpenick-Kaptenen
- 1936 – Födelsemärket
- 1937 – Kapriolen
- 1938 – 5 miljoner söka en arvinge
- 1939 – Ungkarlarnas paradis
- 1939 – Hurra, jag är pappa!
- 1939 – Det hänger i luften
- 1940 – Jud Süss
- 1941 – Vem dömer?
- 1941 – Två världar
- 1941 – Clarissa
- 1942 – Diesel
- 1942 – Ett möte i natten
- 1944 – Skolans skräck
- 1944 – Junge Adler
- 1945 – Via Mala
- 1949 – Vi har funnit varandra
- 1950 – Skuggor i natten
- 1953 – Ingen rädder här